# 스오하나오카역
스오하나오카역(일본어: 周防花岡駅)은 일본 야마구치현 구다마쓰시에 위치한 서일본 여객철도 간토쿠 선의 철도역이다. 단선 승강장 1면 1선의 구조를 갖춘 지상역이다.

## 이용 현황
| 연도     | 하루 평균 | 연도     | 하루 평균 |
| 1999년도 | 392       | 2007년도 | 304       |
| 2000년도 | 375       | 2008년도 | 316       |
| 2001년도 | 360       | 2009년도 | 302       |
| 2002년도 | 350       | 2010년도 | 284       |
| 2003년도 | 361       | 2011년도 | 289       |
| 2004년도 | 348       | 2012년도 | 293       |
| 2005년도 | 315       | 2013년도 | 293       |
| 2006년도 | 302       |          |           |
| -------- | --------- | -------- | --------- |

## 역 주변
- 국도 제2호선
- 슈난 기념 병원

## 역사
- 1932년 5월 29일 : 간토쿠사이 선 개업 시의 잠정적인 종착역으로서 개업.
- 1934년
  - 3월 28일 : 간토쿠사이 선이 다카미즈 역까지 연신해, 도중역이 되다.
  - 12월 1일 : 간토쿠사이 선이 산요 본선 마리후 역 - 구시가하마 역 간의 새 노선으로서 편입되어, 이 역도 그 소속으로 한다.
- 1944년 10월 11일 : 산요 본선의 이와쿠니 역 - 구시가하마 역 간이 옛 야나이 역 경우로 전환되었기 때문에, 간토쿠 선의 소속으로 되었다.
- 1987년 4월 1일 : 일본국유철도 분할 민영화에 의해, 서일본 여객철도가 승계.

## 인접 역
| 서일본 여객철도 간토쿠 선 | 서일본 여객철도 간토쿠 선 | 서일본 여객철도 간토쿠 선  |
| ------------------------- | ------------------------- | -------------------------- |
| 이쿠노야 이와쿠니 방면    | ■ 간토쿠 선               | 구시가하마 구시가하마 방면 |